# Probuždenie
Probuždenie (Пробуждение) è un film muto del 1915 diretto da Pёtr Čardynin.